# René Ginet
Pour les articles homonymes, voir Ginet.
René Gabriel Ginet est un spéléologue et zoologiste français, né le 24 septembre 1927 à Lyon et mort le 7 janvier 2014  à Lyon.

## Biographie
En 1960 René Ginet devient docteur és-sciences en biologie avec une thèse sur les Niphargus. Il devient professeur de zoologie à la Faculté des sciences de Lyon 1 où il est directeur de nombreuses thèses entre 1967 et 1988. Il a créé en France l'enseignement de la biologie souterraine auquel il a consacré toute sa carrière. Il est aussi le père du laboratoire souterrain de la Grotte de Hautecourt (Ain) qui est devenu depuis une Réserve Naturelle Nationale.
Il est l'auteur, en 1977 avec le roumain Vasile Decou, d'un livre qui fait encore référence « Initiation à la biologie et l'écologie souterraine ».
René Ginet a été vice-président de la Fédération française de spéléologie de 1965 à 1967, puis président de 1967 à 1970.
Il a également dirigé la commission scientifique de la F.F.S. de 1969 à 1976.
Il a présidé le Comité départemental de spéléologie du Rhône en 1967 et fondé le Groupe spéléo de la Faculté des sciences de Lyon.
Il a été fait membre d'honneur de la F.F.S. en 1986.

## Distinctions
- 1986 : Membre d'honneur de la Fédération française de spéléologie
- Commandeur de l'ordre national du Mérite
- Chevalier de l'ordre des Palmes académiques

## Taxa dédiés
Les espèces suivantes sont nommées gineti en l'honneur de René Ginet :
- Niphargus gineti Bou, 1965

## Publications
- (1952) - « La grotte de la Balme (Isère) : topographie et faune », sur Société linnéenne de Lyon (consulté le 23 novembre 2020), Bulletin mensuel de la Société linnéenne de Lyon, Société linnéenne de Lyon, tome 21 fasc. 1, p. 4-17
- (1952) - « La grotte de la Balme (Isère) : topographie et faune (suite et fin) », sur Société linnéenne de Lyon (consulté le 23 novembre 2020), Bulletin mensuel de la Société linnéenne de Lyon, Société linnéenne de Lyon, tome 21 fasc. 2, p. 27-31
- (1952) - « Essai d'acclimatation de cavernicoles dans la grotte de la Balme (Isère) », sur Société linnéenne de Lyon (consulté le 23 novembre 2020), Bulletin mensuel de la Société linnéenne de Lyon, Société linnéenne de Lyon, tome 21 fasc. 8, p. 201-202
- (1953) - « Contribution à la connaissance de la faune cavernicole du Jura méridional. Influence des glaciations quaternaires », Premier congrès international de spéléologie, tome III - Biologie, Paris, p. 125-130
- (1956) - « Faune cavernicole du Vercors et du Diois. II. Stations prospectées en 1954 et 1955 », sur Société linnéenne de Lyon (consulté le 23 novembre 2020), Bulletin mensuel de la Société linnéenne de Lyon, Société linnéenne de Lyon, tome 25 fasc. 2, p. 57-64
- (1956) - « Faune cavernicole du Vercors et du Diois. II. Stations prospectées en 1954 et 1955 (suite et fin) », sur Société linnéenne de Lyon (consulté le 23 novembre 2020), Bulletin mensuel de la Société linnéenne de Lyon, Société linnéenne de Lyon, tome 25 fasc. 3, p. 86-88
- (1960) - « Écologie, éthologie et biologie de "Niphargus" (Amphipodes Gammaridés hypogés) », Thèse Sc. nat. Lyon, Impr. M. Declume, Lons-le-Saunier
- (1963) - « Bibliographie. Traité de zoologie (Anatomie, systématique, Biologie), sous la direction de Pierre-P. Grassé. Tome IV, 1er fascicule : Plathelminthes, Mésozoaires, Acanthocéphales, Némertiens, Masson et Cie, Paris, 1961 », sur Société linnéenne de Lyon (consulté le 23 novembre 2020), Bulletin mensuel de la Société linnéenne de Lyon, Société linnéenne de Lyon, tome 32 fasc. 2, p. 62-63
- (1964) - « Bibliographie. S. Fiasson. Recherches écologiques sur la faune d’une rivière de la région lyonnaise : l'Yzeron. Thèse Sciences naturelles, Lyon, 1964 », sur Société linnéenne de Lyon (consulté le 23 novembre 2020), Bulletin mensuel de la Société linnéenne de Lyon, Société linnéenne de Lyon, tome 33 fasc. 5, p. 188-189
- (1967) - « Traité de Zoologie (P.-P. Grassé) : Tome XVI, Mammifères, fasc. 1 : Téguments et squelette. Masson, 1967 », sur Société linnéenne de Lyon (consulté le 23 novembre 2020), Bulletin mensuel de la Société linnéenne de Lyon, Société linnéenne de Lyon, tome 36 fasc. 6, p. 268-269
- (1967) - « Lemée G. Précis de Biogéographie », sur Société linnéenne de Lyon (consulté le 23 novembre 2020), Bulletin mensuel de la Société linnéenne de Lyon, Société linnéenne de Lyon, tome 36 fasc. 7, p. 318
- (1971) - « Biogéographie de Niphargus et Cæcosphæroma (Crustacés troglobies) dans les départements de l'Ain et du Jura. Origine1. Influence des glaciations », Actes du 4e congrès national suisse de spéléologie, Neufchâtel, p. 186-198
- (1981) - « Création d'une réserve naturelle : La Grotte de Hautecourt », L'écho de l'égout no 13, Commission nationale de protection des sites spéléologiques, Bruxelles, p. 3-4
- (1986) - « Bibliographie Stygofauna mundi ; ouvrage collectif coordonné par Lazare Botosaneanu ; éditeur : E. J. Brill / Dr W . Backhuis, Leiden (Pays-Bas), 1986 ; 740 pages », sur Société linnéenne de Lyon (consulté le 23 novembre 2020), Bulletin mensuel de la Société linnéenne de Lyon, Société linnéenne de Lyon, tome 55 fasc. 9, p. 291-292
- (1988) - « Rejet du taxon Niphargus minutus (Gervais 1835) et suppression de Niphargus moniezi Wrzeniowski 1890 (Crustacés Amphipodes) », sur Société linnéenne de Lyon (consulté le 23 novembre 2020), Bulletin mensuel de la Société linnéenne de Lyon, Société linnéenne de Lyon, tome 57 fasc. 5, p. 147-149
- (1988) - « Description d'un néotype et choix d’une nouvelle localité-type pour le crustacé stygobie Niphargus ciliatrus Chevreux 1906, (Amphipode) », sur Société linnéenne de Lyon (consulté le 23 novembre 2020), Bulletin mensuel de la Société linnéenne de Lyon, Société linnéenne de Lyon, tome 57 fasc. 7, p. 215-231
- (1990) - « Répartition en France de l’Amphipode hypogé Niphargopsis casparyi (Pratz) (Crustacea) », sur Société linnéenne de Lyon (consulté le 23 novembre 2020), Bulletin mensuel de la Société linnéenne de Lyon, Société linnéenne de Lyon, tome 59 fasc. 9, p. 350-356
- (1993) - « Présence de l'Amphipode souterrain Niphargus laisi dans le Haut-Rhône français », sur Société linnéenne de Lyon (consulté le 23 novembre 2020), Bulletin mensuel de la Société linnéenne de Lyon, Société linnéenne de Lyon, tome 62 fasc. 1, p. 26-32
- (1994) - « Bibliographie. L'autre Padirac ; Spéléologie, karstologie, paléontologie et préhistoire dans l'affluent Robert de Joly. Michel Philippe coord., Co-édition : "Spelunca Mémoires" no 20 et "Nouvelles Archives du Muséum d'histoire naturelle de Lyon" », sur Société linnéenne de Lyon (consulté le 23 novembre 2020), Bulletin mensuel de la Société linnéenne de Lyon, Société linnéenne de Lyon, tome 63 fasc. 6, p. 176-177
- (1996) - « Bilan systématique du genre Niphargus en France : crustacés amphipodes Gammaridea Niphargidae », Société linéenne de Lyon, Lyon, 242 p.
- Avec Alouf N.-J. : (1981) - « Présence au Liban du crabe d'eau douce Potamon potamios palaestinensis Bott (Crustacé, Décapode, Potamidé) », sur Société linnéenne de Lyon (consulté le 23 novembre 2020), Bulletin mensuel de la Société linnéenne de Lyon, Société linnéenne de Lyon, tome 50 fasc. 5, p. 149-153
- Avec Bouvet Y. : (1969) - « Données biologiques et biogéographiques sur le groupe de Stenophylax cavernicoles en France (Trichoptères) », sur Société linnéenne de Lyon (consulté le 23 novembre 2020), Bulletin mensuel de la Société linnéenne de Lyon, Société linnéenne de Lyon, tome 38 fasc. 10, p. 334-349
- Avec David, J. : (1963) - « Présence de Niphargus (Amphipode Gammaridae) dans certaines eaux épigées des forêts de la Dombes (département de l'Ain, France) », Vie Milieu no 14, p. 299-310
- Avec Decou, V. :
  - (1971) - « Lumea subteraná », Editura Stiintifica, Bucuresti
  - (1977) - « Initiation à la biologie et à l'écologie souterraines », Ed. J.-P. Delarge, Paris, 345 p.
- Avec Genest, L.-C. :
  - (1954) - « Faune cavernicole du Vercors, I. Stations prospectées pendant la campagne 1953 », sur Société linnéenne de Lyon (consulté le 23 novembre 2020), Bulletin mensuel de la Société linnéenne de Lyon, Société linnéenne de Lyon, tome 23 fasc. 2, p. 47-51
  - (1954) - « Faune cavernicole du Vercors. I. Stations prospectées pendant la campagne 1953 (suite et fin) », sur Société linnéenne de Lyon (consulté le 23 novembre 2020), Bulletin mensuel de la Société linnéenne de Lyon, Société linnéenne de Lyon, tome 23 fasc. 3, p. 73-80
- Avec Juberthie, C. :
  - (1987) - « Le peuplement animal des karsts de France. Première partie : la faune aquatique », Karstologia, t. 10 (2), F.F.S.-A.F.K., Paris, p. 43-51.
- Avec Roux, A.-L. :
  - (1974) - « Les Plans d'organisation du règne animal : manuel de zoologie », Ed. Doin, Paris, 247 p.
  - (1986) - « Les Plans d'organisation du règne animal : manuel de zoologie », 2e éd., Ed. Doin, Paris, 247 p.
  - (1989) - « Les Plans d'organisation du règne animal : manuel de zoologie », 3e éd., Ed. Doin, Paris, 247 p.